# Liddow

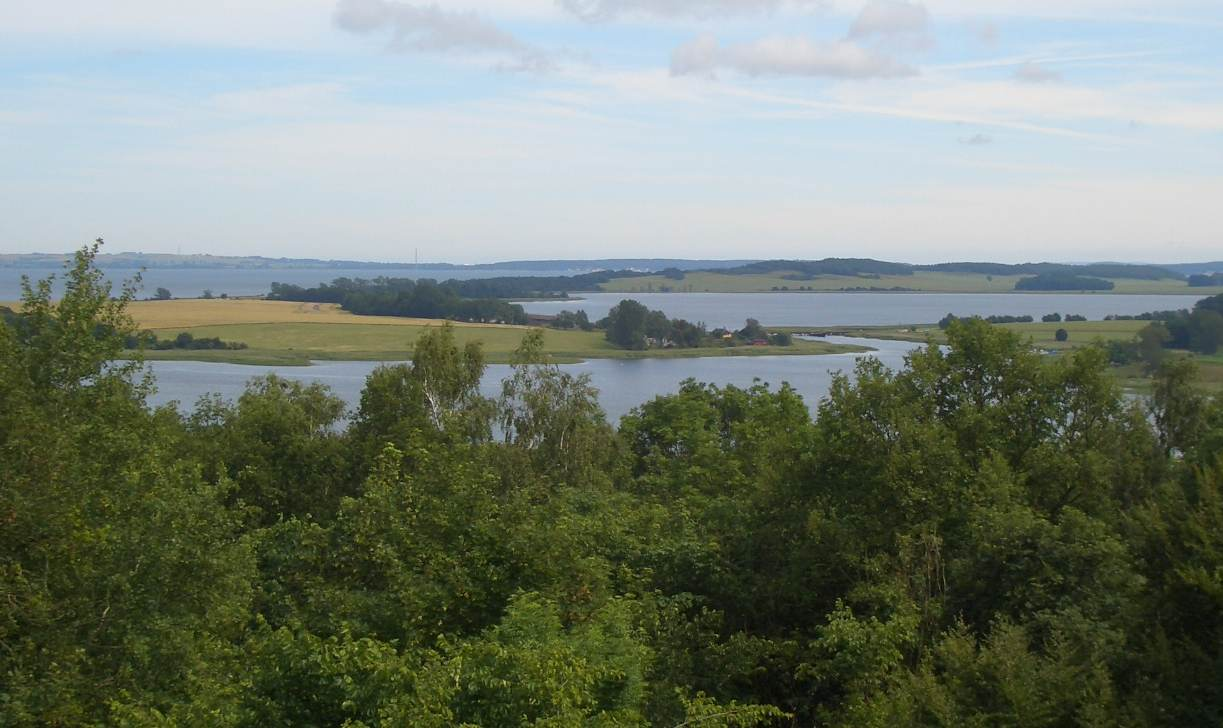
Blick vom Hoch Hilgor (Grümbke-Turm) auf die Halbinsel

Die Liddow ist eine zur deutschen Ostseeinsel Rügen gehörende Halbinsel. Sie ist Teil des Muttlandes, mit dem sie im Südosten über eine gut 200 Meter breite Landenge verbunden ist. Die Liddow ist über 2500 Meter lang und bis zu 2000 Meter breit. Am Liddower Strom im Südwesten der Halbinsel liegt die gleichnamige Siedlung, die, wie die Halbinsel selbst, zur Gemeinde Neuenkirchen gehört.  
Im Norden und Osten grenzt die Liddow an den Großen Jasmunder Bodden, im Süden an den Tetzitzer See und im Westen an den Lebbiner Bodden. Die beiden letzteren sind durch die Meerenge Liddower Strom miteinander verbunden. Zum Lebbiner Bodden bricht die Halbinsel in einer Steilküste ab. In der Nähe im Waldgebiet Jungfernholz befinden sich mit den etwa 20 Meter hohen Erhebungen die höchsten Punkte der Halbinsel.
Größere Teile der Halbinsel, meist die Küstenregionen, sind Teil des Naturschutzgebietes Tetzitzer See mit Halbinsel Liddow und Banzelvitzer Berge.
Die Halbinsel Liddow diente bis in das 19. Jahrhundert als Schafweide und Hutewald und wurde anschließend teilweise mit Kiefern bepflanzt. Große Teile der Halbinsel werden noch immer landwirtschaftlich genutzt.
Liddow war die Hauptkulisse in der deutschen Erfolgsserie Hallo Robbie!.
Koordinaten: 54° 33′ N, 13° 22′ O